# الانتخابات العامة الأرجنتينية 1928
الانتخابات العامة الأرجنتينية 1928 هي الانتخابات الرئاسية التي جرت في 1 أبريل 1928، لانتخاب رئيس الأرجنتين، فاز بالانتخابات هيبوليتو يريغوين.

## معرض صور

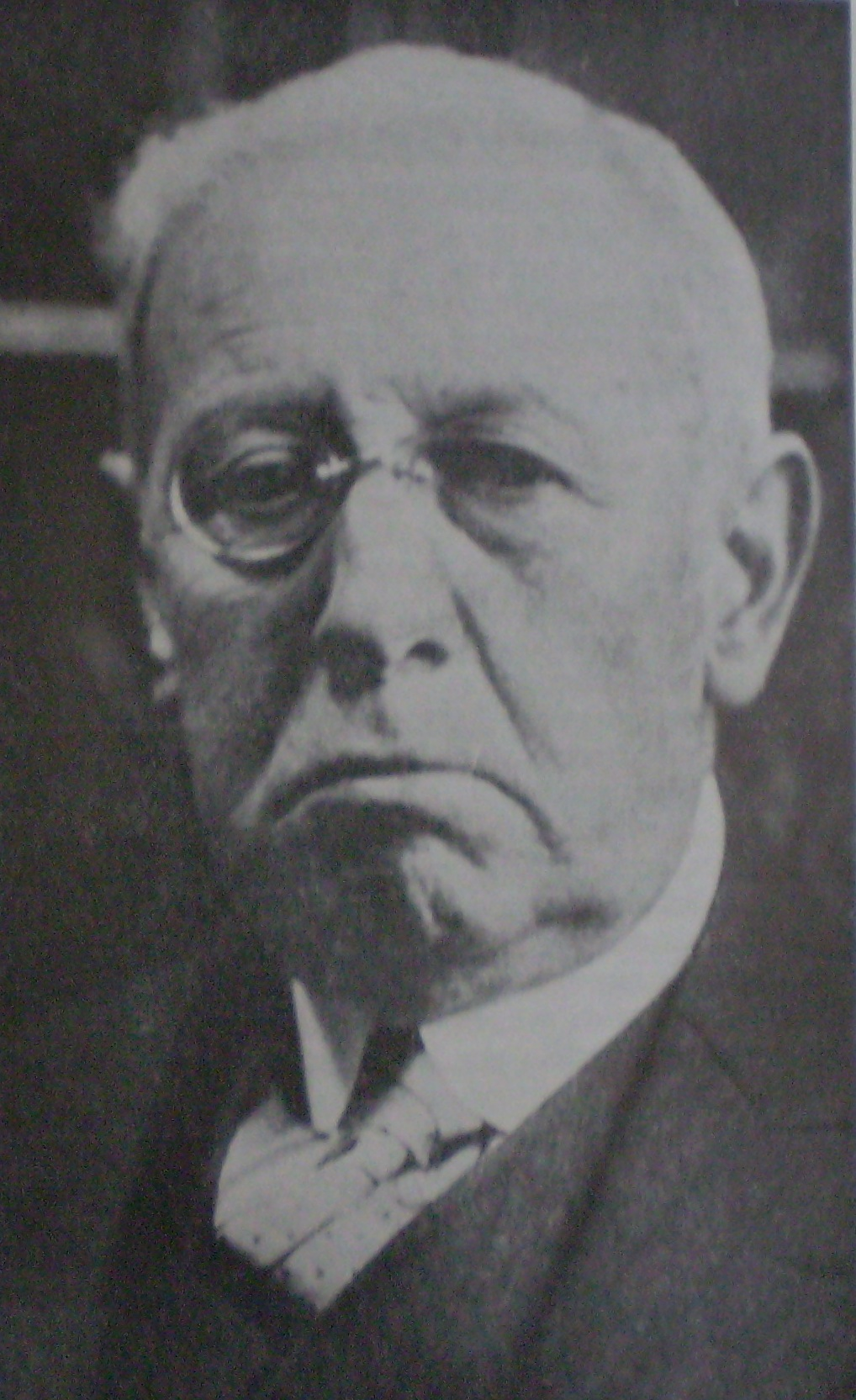
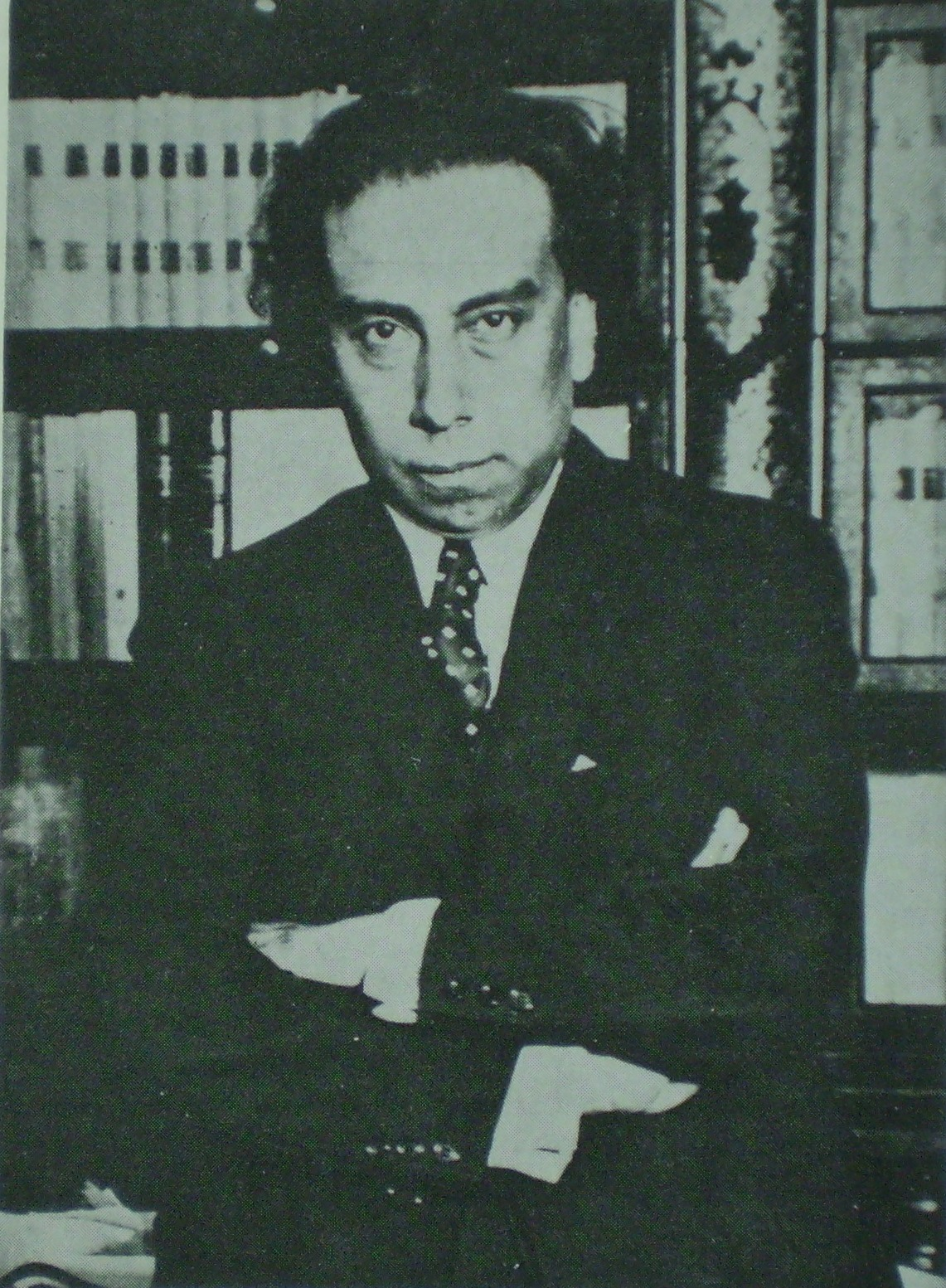
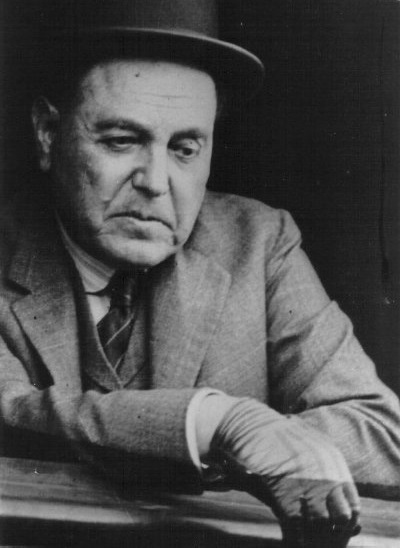
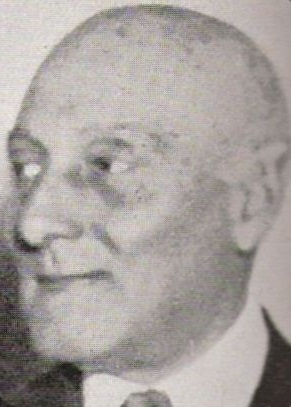